# Beata Szydło
Beata Maria Szydło rođ. Kusińska (Oświęcim, 15. travnja 1963.), poljska političarka i ekonomistica, 16. po redu predsjednica poljske vlade. Na dužnost predsjednice vlade stupila je nakon premoćne pobjede na parlamentarnim izborima 2015. sa svojom strankom Pravo i pravda, čija je potpredsjednica.
Treća je premijerka u poljskoj povijesti i prva koja je na toj dužnosti naslijedila ženu. Američki časopis Forbes svrstao ju je 2017. među 10 najutjecajnijih političarki svijeta.

## Vanjske poveznice
|  | Zajednički poslužitelj ima još gradiva o temi Beata Szydło |

- Beata Szydło  Arhivirana inačica izvorne stranice od 15. lipnja 2017. (Wayback Machine) na stranicama Sejma (polj.)